# Hōkoku-jinja
 (février 2018).
Si vous disposez d'ouvrages ou d'articles de référence ou si vous connaissez des sites web de qualité traitant du thème abordé ici, merci de compléter l'article en donnant les références utiles à sa vérifiabilité et en les liant à la section « Notes et références ».
Le Hōkoku-jinja (豊國神社) est un sanctuaire shinto situé à Osaka au Japon. C'est un des quelques sanctuaires Toyokuni construits en l'honneur de Toyotomi Hideyoshi. Il est également dédié à Toyotomi Hideyori et Toyotomi Hidenaga.
La construction du sanctuaire Hōkoku est ordonnée au cours de la 12e année de l'ère Meiji (1879) par l'empereur Meiji. Il fait partie du parc du château d'Osaka.

## Galerie

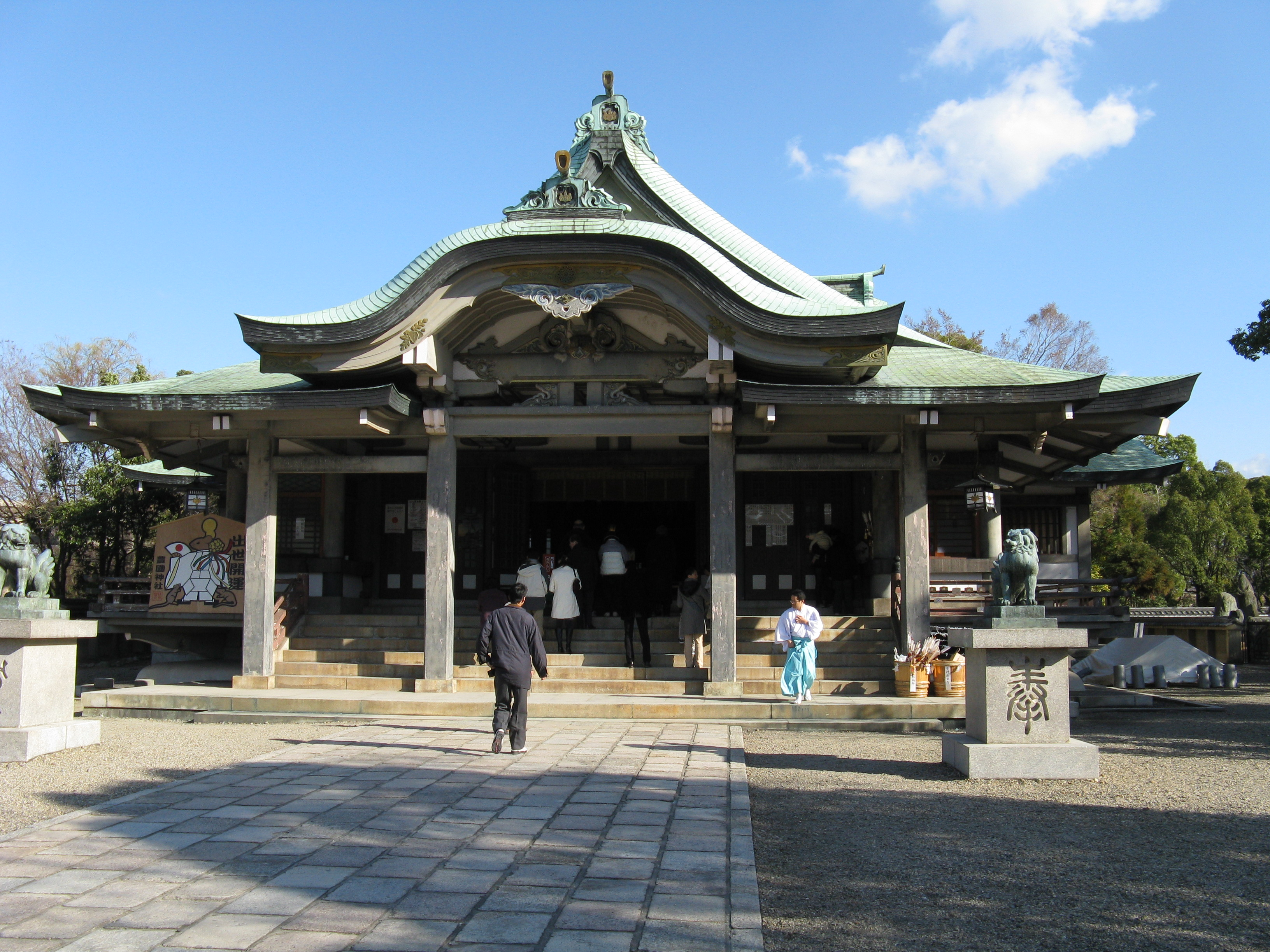
Entrée du bâtiment principal dévolu au culte, le haiden.
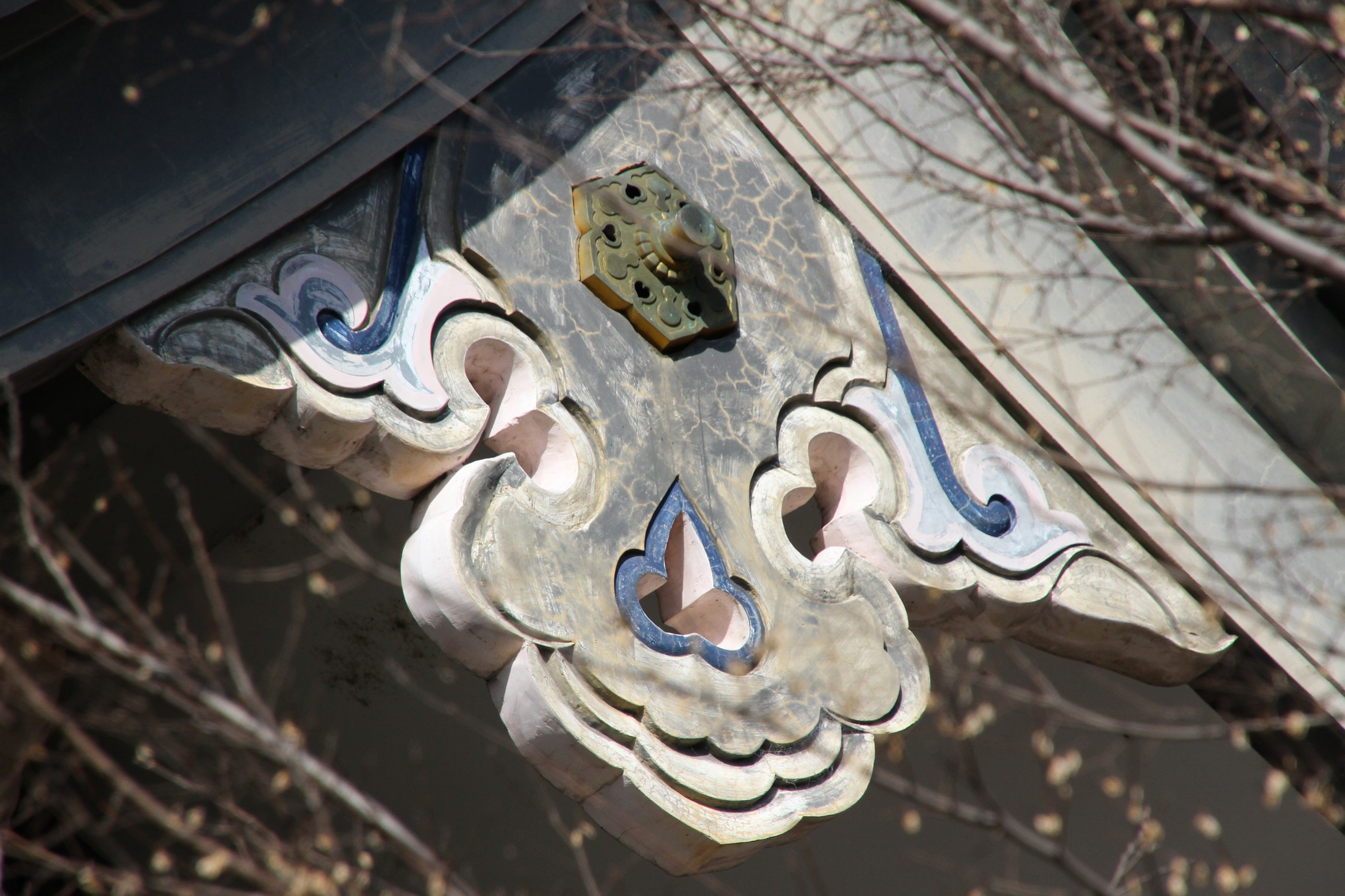
Élément de construction, le gegyo du pignon.
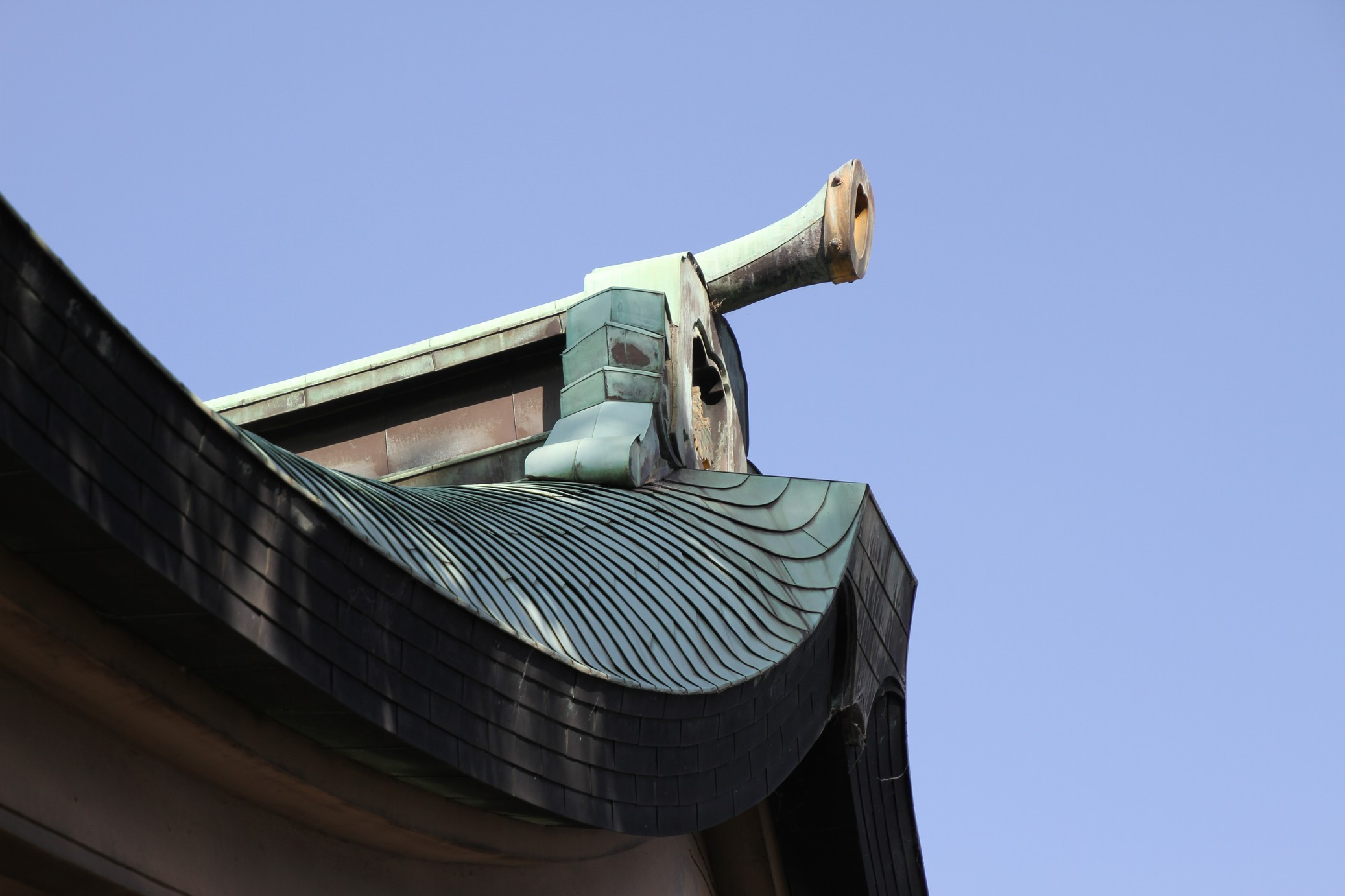
Élément de la toiture, le toribusuma.
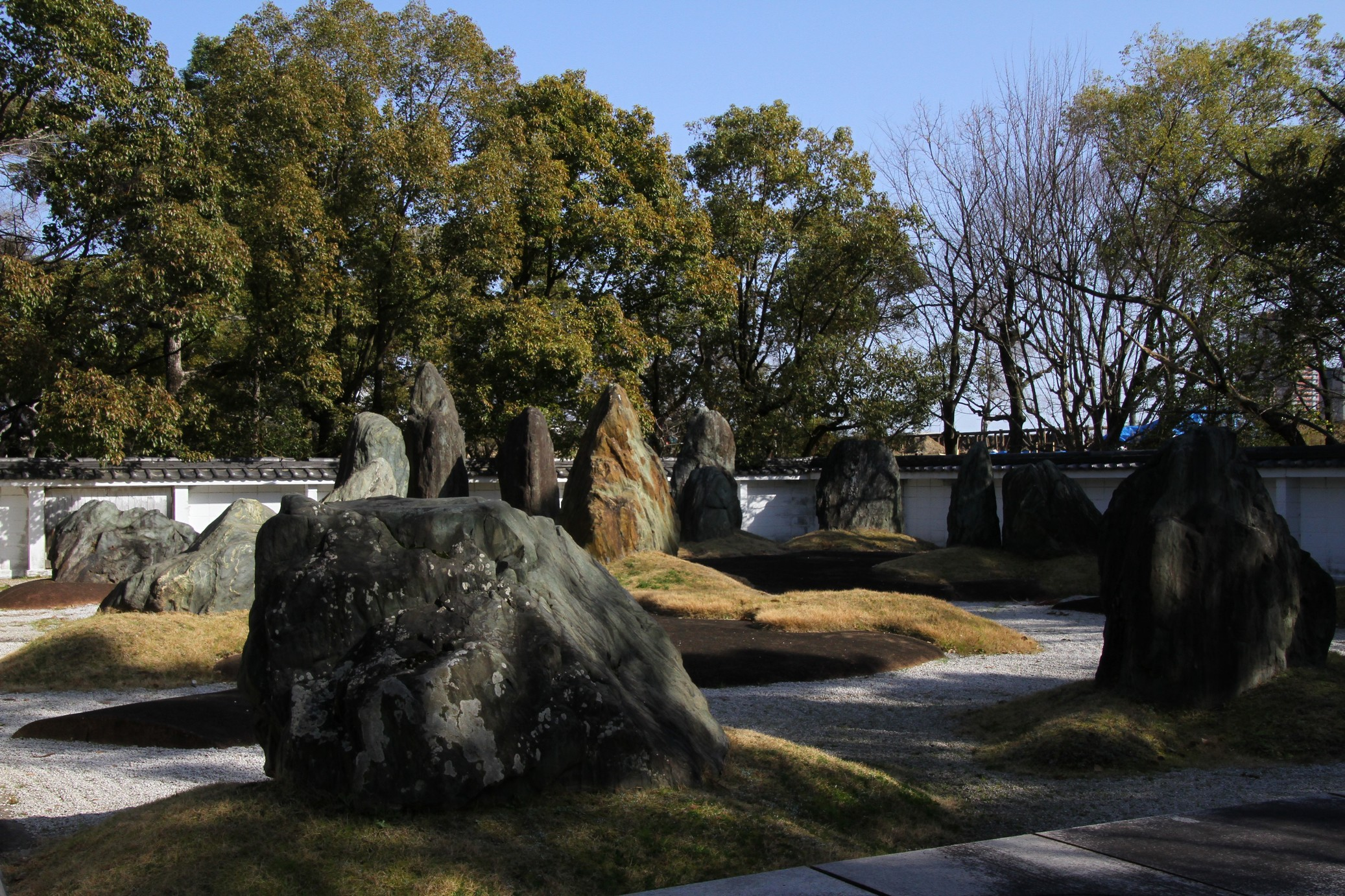
Le jardin sec ou minéral Shuseki-tei.